# Næsby (Orø)
 For alternative betydninger, se Næsby. (Se også artikler, som begynder med Næsby)
Næsby er den næststørste by på Orø i Isefjorden med omkring 220 fastboende indbyggere. Byen indeholder det gamle færgeleje samt spisesteder.
|  | Denne artikel om lokaliteten Næsby (Orø) kan blive bedre, hvis der indsættes et (bedre) billede. Du kan hjælpe ved at afsøge Wikimedia Commons for et passende billede eller lægge et op på Wikimedia Commons med en af de tilladte licenser og indsætte det i artiklen. |

55°47′37″N 11°50′23″Ø / 55.79361°N 11.83972°Ø